# Hydraulický poloměr
Hydraulický průměr a hydraulický poloměr jsou délkové charakteristiky průtokového průřezu proudu. Vyjadřují ekvivalentní náhradu průměru či poloměru pro potrubí či kanály nekruhového tvaru.

## Značení
- Značka: R (poloměr), D (průměr), RH, DH
- Základní jednotka SI: metr, zkratka m

## Výpočet hydraulického poloměru
Hydraulický poloměr je dán jako poměr průtočné plochy k omočenému obvodu; je tedy dán vztahem:
{\displaystyle R_{\mathrm {H} }={\frac {S}{O}}},
kde {\displaystyle S} je obsah průtočné plochy [m2] a {\displaystyle O} je omočený obvod [m].
Například pro kruhové potrubí v tlakovém režimu platí:
{\displaystyle R_{\mathrm {H} }={{\pi D^{2} \over 4} \over \pi D}={D \over 4}},
kde {\displaystyle D} je průměr potrubí.
Tohoto vztahu se využívá při výpočtech tlakových potrubí jiných průřezů než kruhových k výpočtu náhradního průměru {\displaystyle D}.
Pro otevřená koryta lze zaměnit hydraulický poloměr {\displaystyle R_{\mathrm {H} }} a střední hloubku {\displaystyle y_{s}} kde
{\displaystyle y_{s}={S \over B}},
kde {\displaystyle B} je šířka koryta v hladině, pokud je {\displaystyle B\geqq (15\div 20)y_{s}}.

## Výpočet hydraulického průměru
Hydraulický průměr lze definovat jako čtyřnásobek hydraulického poloměru:
{\displaystyle D_{\mathrm {H} }=4R_{\mathrm {H} }={\frac {4A}{P}}}.
Pro kruhové potrubí pak platí:
{\displaystyle D_{\mathrm {H} }={\frac {4\pi R^{2}}{2\pi R}}=2R=D},
kde {\displaystyle R} je poloměr a {\displaystyle D} je průměr potrubí; pro kruhové potrubí je tedy hydraulický průměr roven vnitřnímu rozměru potrubí.

## Příklady
| Tvar                              | Schéma                            | Hydraulický poloměr                                                                                   | Hydraulický průměr                                                                       |
| --------------------------------- | --------------------------------- | --- | ---------------------------------------------------------------------------------------- |
| Plně zaplněné kruhové potrubí     | Plně zaplněné kruhové potrubí     | {\displaystyle R_{\mathrm {H} }={{\pi D^{2} \over 4} \over \pi D}={D \over 4}={R \over 2}}            | {\displaystyle D_{\mathrm {H} }=D=2R}                                                    |
| Částečně zaplněné kruhové potrubí | Částečně zaplněné kruhové potrubí | {\displaystyle R_{\mathrm {H} }={\frac {D}{4}}(1-{\frac {\sin \varphi }{\frac {\pi \varphi }{180}}})} | {\displaystyle D_{\mathrm {H} }=D(1-{\frac {\sin \varphi }{\frac {\pi \varphi }{180}}})} |
| Obdélníkové koryto                | Obdélníkové koryto                | {\displaystyle R_{\mathrm {H} }={\frac {by}{b+2y}}}                                                   | {\displaystyle D_{\mathrm {H} }={\frac {4by}{b+2y}}}                                     |
| Lichoběžníkové koryto             | Lichoběžníkové koryto             | {\displaystyle R_{\mathrm {H} }={\frac {(b+my)y}{b+2y{\sqrt {1+m^{2}}}}}}                             | {\displaystyle D_{\mathrm {H} }={\frac {4(b+my)y}{b+2y{\sqrt {1+m^{2}}}}}}               |
| Trojúhelníkové koryto             | Trojúhelníkové koryto             | {\displaystyle R_{\mathrm {H} }={\frac {my}{2{\sqrt {1+m^{2}}}}}}                                     | {\displaystyle D_{\mathrm {H} }={\frac {2my}{\sqrt {1+m^{2}}}}}                          |